# Còrnabarriu
Còrnabarriu (francès Cornebarrieu) és un municipi occità del Llenguadoc, situat a la regió d'Occitània, departament de l'Alta Garona.